# Християнська антропологія
Христия́нська антрополо́гія (від грец. Ἄντρωπος — людина і грец. λόγος — вчення) — вчення християнства про людину. Християнство як таке антропологічне в самій своїй суті: Євангеліє Ісуса Христа є одкровення про людину, яке сповіщає про природу, призначення і шлях спасіння людини. Та попри це в складі християнського вчення, яке є велике і розгалужене, антропологія, здавалося, не була на першому плані, а, скоріше, в ряду другорядних розділів, з досить бідним вмістом. У сучасній кризі християнства, широкому відході від церкви чималу роль зіграло саме переконання в тому, що християнство «не займається людиною»; так, у відомих релігійно-філософських зборах в Петербурзі поч. ХХ ст., критика церкви будувалася навколо тверджень, що «в християнстві не розкрито, що таке людина». Вирішення парадоксу в тому, що антропологічний зміст християнства лише малою і менш важливою частиною укладено в форму яка стандартно розуміється антропологією як дескриптивно-науковим знанням про емпіричну людину. У більш значній частині воно імпліцитно, прибране в поняття і форму, що відповідають іншим дискурсам — богослов'я і аскетиці. Ці два дискурси народжені самим християнством і висловлюють його автентичну суть, тоді як науково-дескриптивний дискурс неорганічний християнському змісту. У результаті склад антропології християнства постає трояким: антропологія у вузькому сенсі; антропологія (під формою) богослов'я; антропологія (у формі) аскетики, причому головними служать дві останні складові.